# Juan Zúñiga (pintor)
Juan García Zúñiga conocido como Juan Zúñiga o Zúñiga (Valencia, 25 de junio de 1933 – Palma de Mallorca, 16 de marzo de 2008), fue un pintor español, especializado en pintura naïf.

## Trayectoria
Nacido en Valencia el 25 de junio de 1933, vivió durante su niñez la Guerra Civil Española.
Desde su juventud empezó a pintar, siempre de manera autodidacta. Salió de España muy joven para seguir formándose en algunas capitales europeas como Londres y Holanda, donde pasó por varios trabajos a la par que seguía desarrollando su faceta artística. Muchas de estas ciudades le inspiraron para su estilo naïf (los coloristas paisajes de Holanda, los oscuros suburbios y callejuelas de Londres, sus fábricas industriales, etc). De aquí encontraría inspiración para muchas de sus obras con un carácter más cargado. Sus pinturas casi siempre fueron realizadas al óleo, caracterizadas por la presencia de colores muy vivos.
Su estilo fue casual. Por su formación autodidacta, plasmaba un mundo al que el consideraba gris y cruel en algunas ocasiones, bajo un punto de vista ingenuo e infantil. Sus obras abarcan desde temas tan clásicos como los paisajes, las ciudades urbanas, la vida de los campesinos, momentos domésticos de la vida cotidiana hasta obras de denuncia social; siempre desde un punto de vista tierno y con ironía. Realizó también algunos temas bíblicos bajo perspectiva irónica que llegaron a ser censurados.
En 1956 instaló su residencia en Palma de Mallorca, donde formó una familia y se incorporó al grupo de artistas mallorquín Grup Dimecres. Así, gran parte de su obra está influenciada por los paisajes de la isla y la forma de vida de sus campesinos.

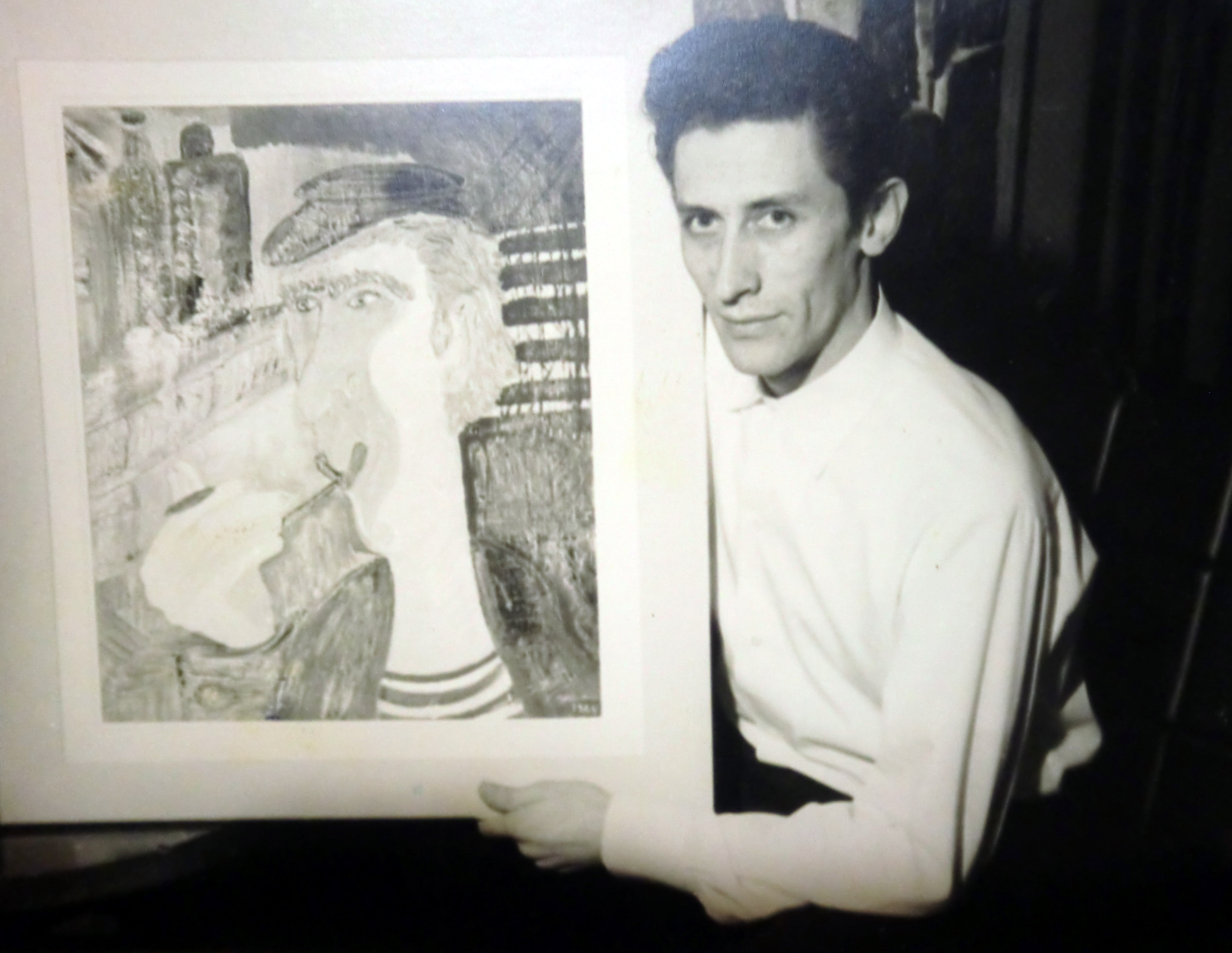
Juan Zúñiga en una exposición.

Consiguió exponer de manera individual, por primera vez en San Diego, California en 1963 y después siguió exponiendo por otras ciudades europeas entre la década de los 60 hasta los 80: Estocolmo, Madrid, Zaragoza, Ciudad Real, Gerona, Barcelona, Valencia y Palma de Mallorca. También, entre los años 1964 y 1976, participó en colecciones colectivas con otros artistas en Palma de Mallorca, Valencia, Londres y Viena. Siguió exponiendo habitualmente con otros artistas en varias colecciones varias ciudades de Europa y en Hong Kong.
Dibujó varias ilustraciones en el año 1967 para un libro de teatro, realizó dibujos para La Estafeta Literaria y dos portadas para la revista Guidepost de Madrid. Desde el año 1976 hasta 1981 hizo varias exposiciones colectivas por España y Europa en catálogo y regularmente para las subastas de Enrique Pornoy. En 1981 se instaló definitivamente en la Isla.
En el año 1992 empezó a pintar obras de corte más abstracto e impresionista, exponiendo esporádicamente hasta el año 2004.